# 列城王宫

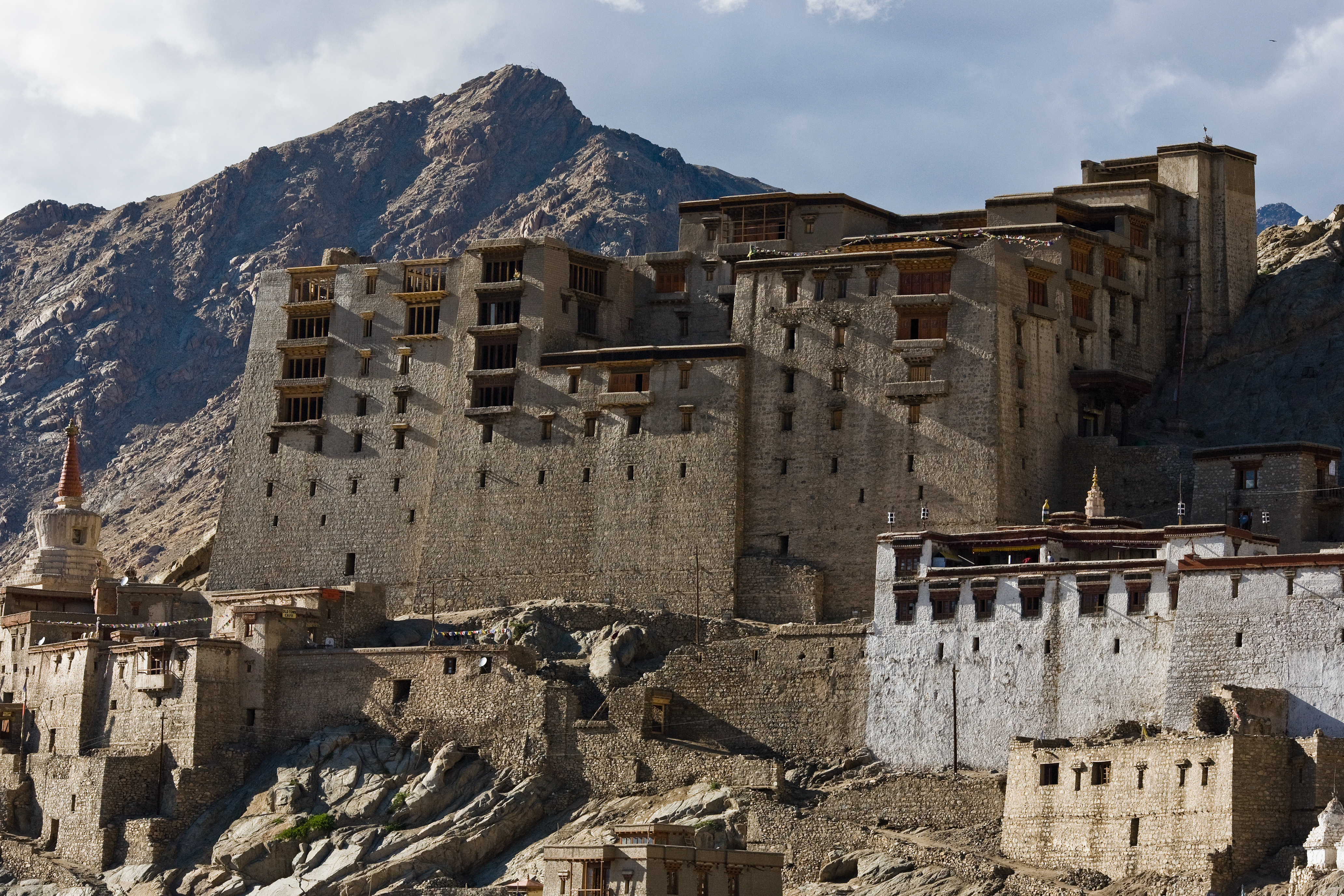
列城王宫

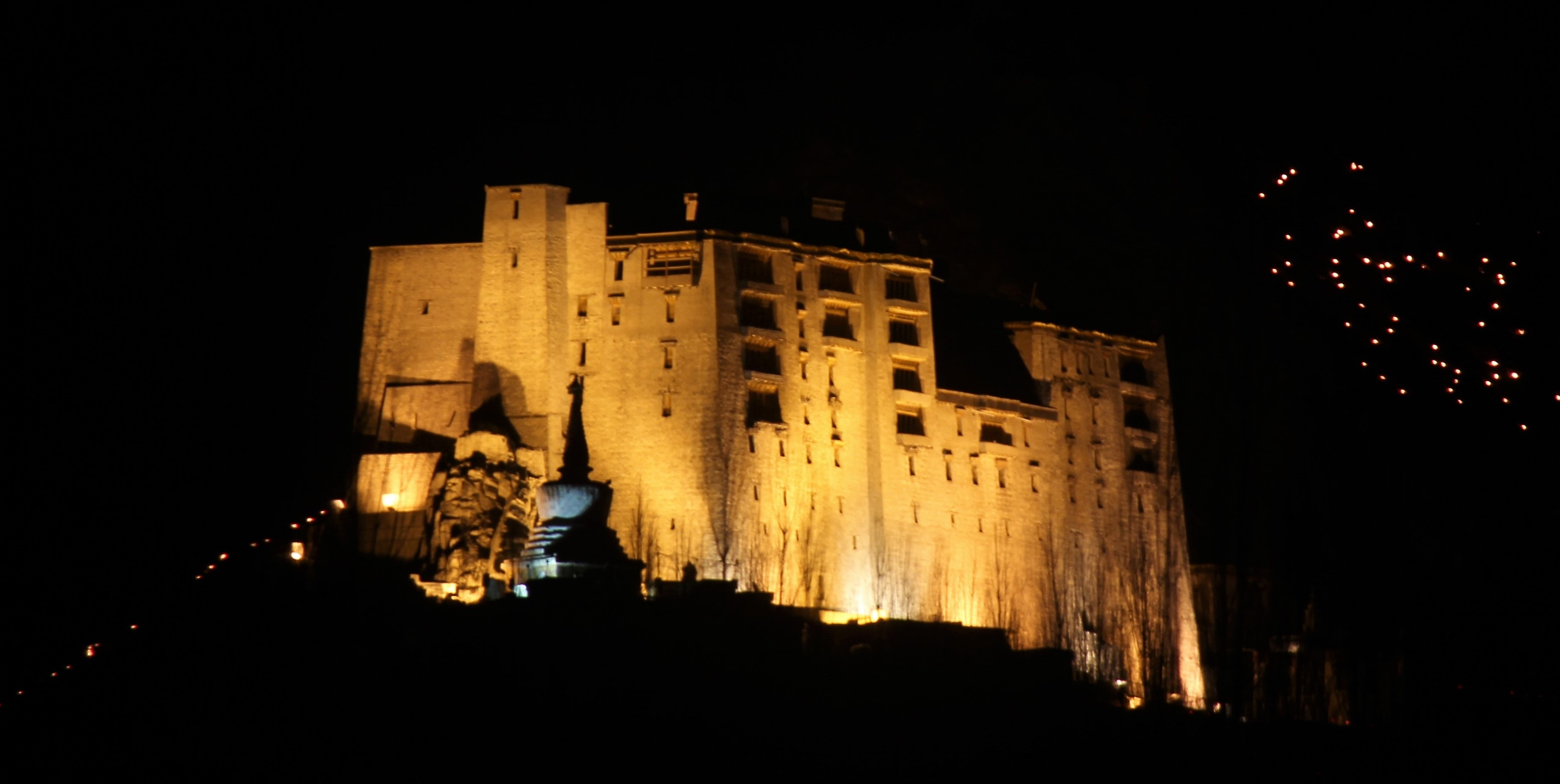
列城王宫

列城王宫（Leh Palace）是拉达克王国的一座王宫，位于克什米尔喜马拉雅山区的列城。它是由南嘉王朝的国王僧格南嘉在17世纪建造的，造型模仿了西藏拉萨的布达拉宫，高九层，上部是皇家住所，而下部是马厩和储藏室。
19世纪中叶多格拉軍队入侵拉达克后，宫殿废弃。现在宫殿已被印度考古部门修复，向公众开放，在屋顶可欣赏列城及周边地区群山的全景。
宫内的博物馆收藏有丰富的珠宝，装饰品，礼服，皇冠以及西藏的古老绘画。